# Roberto Gravina
Roberto Gravina (Roma, 8 luglio 1977) è un politico italiano, sindaco di Campobasso dal 2019 al 2023.

## Biografia
Fratello dell'ex pallavolista Pasquale, è nato l'8 luglio 1977 a Roma, ma è cresciuto a Campobasso. Diplomatosi in ragioneria e laureatosi in giurisprudenza all'Università degli Studi del Molise con una tesi in diritto commerciale e fallimentare, ha lavorato come consulente per una società di vendita e di produzione di vetro (Laborvetro), oltreché come istruttore di nuoto. Esercita la professione di avvocato civilista, occupandosi anche di questioni afferenti all'area tributaria e amministrativa.
Aderisce al Movimento 5 Stelle (M5S) nel 2012 e alle elezioni amministrative del 2014 si candida a sindaco di Campobasso, dove al primo turno ottiene il 20,28% dei voti, ma viene superato dal candidato di centro-sinistra vincente Antonio Battista, che ottiene il 50,01%. Viene tuttavia eletto come consigliere comunale del capoluogo molisano.

### Sindaco di Campobasso
Alle amministrative del 2019 si candida nuovamente come sindaco di Campobasso sostenuto dal M5S. La campagna elettorale di Gravina si è concentrata sui temi della sicurezza, del miglioramento dei servizi pubblici – in particolare del trasporto pubblico e dei collegamenti – e sul turismo e la valorizzazione del patrimonio culturale cittadino. Al primo turno ottiene il 29,41% dei voti dietro alla candidata del centro-destra, rappresentante la Lega per Salvini Premier, Maria Domenica D'Alessandro (39,71%), ma accedendo al ballottaggio del 9 giugno. Al ballottaggio viene eletto sindaco con il 69,07% dei voti, mentre D'Alessandro si ferma al 30,93%, insediandosi ufficialmente l'11 giugno. L'8 settembre 2023 il consiglio comunale di Campobasso approva la dichiarazione d'incompatibilità del sindaco, a seguito dell'elezione a consigliere regionale. Al suo posto subentra la vicesindaca Paola Felice.

### Corsa alla Presidenza della Regione Molise
Il 29 aprile 2023 Gravina viene annunciato come candidato alla presidenza della Regione Molise del centro-sinistra allargato al Movimento 5 Stelle alle elezioni del 25-26 giugno. La coalizione a suo sostegno è formata dalle liste: Partito Democratico, Movimento 5 Stelle, Alleanza Verdi e Sinistra - Movimento 24 Agosto - Equità Territoriale, Molise Democratico e Socialista e le liste civiche "Costruire Democrazia" e "Gravina Presidente - Progresso Molise" (che include candidati di Volt).
Dopo essere risultato sconfitto alle elezioni contro il candidato del centro-destra Francesco Roberti, viene comunque eletto consigliere regionale.

## Vita privata
Convive dal 2020 con Giorgia D'Angelo, biologa nutrizionista, con la quale ha avuto una figlia, Annachiara.